# Borgøy
Borgøy  est une île de la commune de Tysvær, dans le comté de Rogaland en Norvège, dans la mer du nord.

## Description
L'île de 4,5 km2 est située à l'extrémité sud du Skjoldafjorden (en). Au sud de l'île se trouve le Hervikfjorden. Le point culminant de l'île est la haute montagne Borgøyhatten (292 mètres). L'île possède des mines d'étain et de granite.
L'île n'est accessible que par bateau car il n'y a pas de pont ou de tunnel. Le principal centre de population est la côte sud-ouest relativement plate de l'île. Borgøy était le lieu de naissance du peintre Lars Hertervig (en). 